# スティーヴン・ボールドウィン
スティーヴン・ボールドウィン（Stephen Baldwin、1966年5月12日 - ）は、アメリカ合衆国ニューヨーク州出身の俳優。

## 来歴
兄弟のアレック、ダニエル、ウィリアムも俳優。アイルランド、イングランド、フランスの血を引く。高校卒業後にアメリカン・アカデミー・オブ・ドラマティック・アーツで学んだ。

### プライベート
ブラジル人モデルの妻ケニャとの間に娘が2人おり、モデルとなった次女のヘイリー・ボールドウィンは2018年にカナダ人人気ミュージシャンのジャスティン・ビーバーと結婚した。
また、妻ケニャの父はブラジル人ミュージシャンのエウミール・デオダートである。

### 金銭問題
2009年7月、住宅ローン未払いにより自己破産を申告した。
2012年には、投資に関連してケヴィン・コスナーを訴えたが敗訴した。同年、35万ドルの税金を滞納して逮捕された。

## 主な出演作品

### 映画
| 公開年 | 邦題 原題                                                                 | 役名                                      | 備考             |
| ------ | ------------------------------------------------------------------------- | ----------------------------------------- | ---------------- |
| 1988   | ホームボーイ Homeboy                                                      | 酔っ払い                                  |                  |
| 1988   | レッド・アフガン The Beast of War                                         | アンソニー                                |                  |
| 1989   | カジュアリティーズ Casualties of War                                      | 兵士                                      | クレジットなし   |
| 1989   | ブルックリン最終出口 Last Exit to Brooklyn                                | サル                                      |                  |
| 1989   | 7月4日に生まれて Born on the Fourth of July                               | ビリー                                    |                  |
| 1993   | 黒豹のバラード Posse                                                      | リトル・J                                 |                  |
| 1993   | ブロンドの標的 Bitter Hervest                                             | トラヴィス                                |                  |
| 1994   | スリーサム Threesome                                                      | スチュアート                              |                  |
| 1994   | エイト・セカンズ/伝説の8秒 8 Seconds                                      | タフ                                      |                  |
| 1994   | パパとマチルダ A Simple Twist of Fate                                     | タニー・ニューランド                      |                  |
| 1994   | ミセス・パーカー/ジャズエイジの華 Mrs. Parker and the Vicious Circle      | ロジャー                                  |                  |
| 1994   | サンドストーム New Eden                                                   | アダム                                    | テレビ映画       |
| 1995   | 男たちの危険な午後 Fall Time                                              | レオン                                    |                  |
| 1995   | ユージュアル・サスペクツ The Usual Suspects                               | マイケル・マクマナス                      |                  |
| 1996   | バイオドーム Bio-Dome                                                     | ボイル・ジョンソン                        |                  |
| 1996   | F.L.E.D./フレッド Fled                                                    | ルーク・ドッジ                            |                  |
| 1996   | クライム タイム Crimetime                                                 | ボビー・マホン                            |                  |
| 1998   | 秘密処刑官 Scar City                                                      | ジョン・トレイス                          |                  |
| 1998   | N.Y.殺人捜査線 One Tough Cop                                              | ボー                                      |                  |
| 1998   | Mr.マーダー Mr. Murder                                                    | マーティ・スティルウォーター / アルフィー | テレビ映画       |
| 2000   | 解放区 Mercy                                                              | メカニック                                |                  |
| 2000   | フリントストーン2/ビバ・ロック・ベガス The Flintstones in Viva Rock Vegas | バーニー                                  |                  |
| 2000   | エアブレイク Cutaway                                                      | ヴィク・クーパー捜査官                    | テレビ映画       |
| 2001   | エクスチェンジ 脳・間・電・送 Xchange                                     | クローン#1                                |                  |
| 2001   | サティスファクション Zebra Lounge                                         | ジャック                                  | テレビ映画       |
| 2001   | 密告の代償 Protection                                                     | サル                                      |                  |
| 2001   | 睡眠障害 Dead Awake                                                       | デズモンド                                |                  |
| 2002   | スラップ・ショット2 Slap Shot 2: Breaking the Ice                         | ショーン・リンデン                        | ビデオ映画       |
| 2002   | 欲巣 Spider's Web                                                         | クレオ・ハーディング                      |                  |
| 2003   | ファイアー・ファイト Firefight                                            | ウルフ                                    |                  |
| 2003   | トレジャーアイランド Lost Treasure                                        | ブライアン・マクブライド                  |                  |
| 2005   | キング・スネーク 殺人大蛇 The Snake King                                  | マット・フォード                          | テレビ映画       |
| 2006   | 警察署長 ジェッシイ・ストーン 暗夜を渉る Jesse Stone: Night Pass          | ジョー                                    | テレビ映画       |
| 2006   | スーパーストームXXX Dark Storm                                            | ダニエル・グレイ                          | テレビ映画       |
| 2006   | アルマゲドン2007 Earthstorm                                               | ジョン・レディング                        | テレビ映画       |
| 2006   | ジーニアスクラブ The Genius Club                                          | ロリー・ジョンソン                        | 出演・製作総指揮 |
| 2007   | ブラザーサンタ Fred Claus                                                 | スティーブン・ボールドウィン              |                  |
| 2008   | シャーク・イン・ベニス Shark in Venice                                    | デヴィッド・フランクス                    |                  |
| 2008   | スカイ・キッズ The Flyboys                                                | シルビオ                                  |                  |
| 2009   | アドレナリン:MAX Shoot the Duke                                           | マックス                                  |                  |
| 2012   | ディノ・タイム 恐竜時代へGO!! Dino Time                                   | サーリー                                  | 声の出演         |
| 2014   | イントゥ・ザ・ミッション 2047: Sights of Death                            | ライアン・ウィルバーン                    |                  |

### テレビシリーズ
| 放映年    | 邦題 原題                                                            | 役名                  | 備考                          |
| --------- | -------------------------------------------------------------------- | --------------------- | ----------------------------- |
| 1989-1992 | ヤングライダーズ The Young Riders                                    | ウィリアム・F・コディ | 計67話出演                    |
| 2001      | ナイトビジョン Night Visions                                         | バリー                | 計1話出演                     |
| 2005      | CSI:科学捜査班 CSI: Crime Scene Investigation                        | ジェシー              | 第5シーズン第17話「制御不能」 |
| 2008      | アプレンティス/セレブたちのビジネス・バトル The Celebrity Apprentice | -                     | リアリティ番組                |

## 参照
1. ↑  Helen's Alec Baldwin site-Interview, 1989 Archived 2010年11月15日, at WebCite
2. ↑  “セレブにも不況の波？スティーヴン・ボールドウィンが自己破産を申告”. シネマトゥデイ. (2009年7月23日) 2013年1月5日閲覧。
3. ↑  「コスナーvsボールドウィンの法廷闘争がスタート！「投資話でケヴィンにだまされた」」『シネマトゥデイ』2012年6月5日。2013年1月5日閲覧。
4. ↑  “ケヴィン・コスナー勝訴　だまされたというスティーヴン・ボールドウィンの主張を陪審員は認めず”. シネマトゥデイ. (2012年6月15日) 2013年1月5日閲覧。
5. ↑  “スティーヴン・ボールドウィン、2,800万円の税金滞納で逮捕”. シネマトゥデイ. (2012年12月7日) 2013年1月5日閲覧。